# Villarreal Club de Fútbol (femminile)
Il Villarreal Club de Fútbol Femenino, noto più semplicemente come Villarreal, è una squadra di calcio femminile spagnola, sezionne dell'omonimo club con sede nella città di Vila-real, grande centro abitato della provincia di Castellón, nella comunità autonoma Valenciana.
La squadra, istituita ufficialmente nel 2000, dopo aver ottenuto la promozione in Primera División, primo livello del campionato spagnolo, conquistando il 1º posto nel Grupo Sur "C" alla seconda fase dell'edizione 2020-2021 della Segunda División Femenina de España, nella stagione di esordio ha raggiunto la salvezza e gli ottavi di finale in Coppa della Regina. Oltre alla prima squadra (A), il club gestisce anche altre squadre in categorie inferiori, indicate come formazioni "B" e "C".

## Storia
Il Villarreal Club de Fútbol Femenino A è stato creato nel 2000.

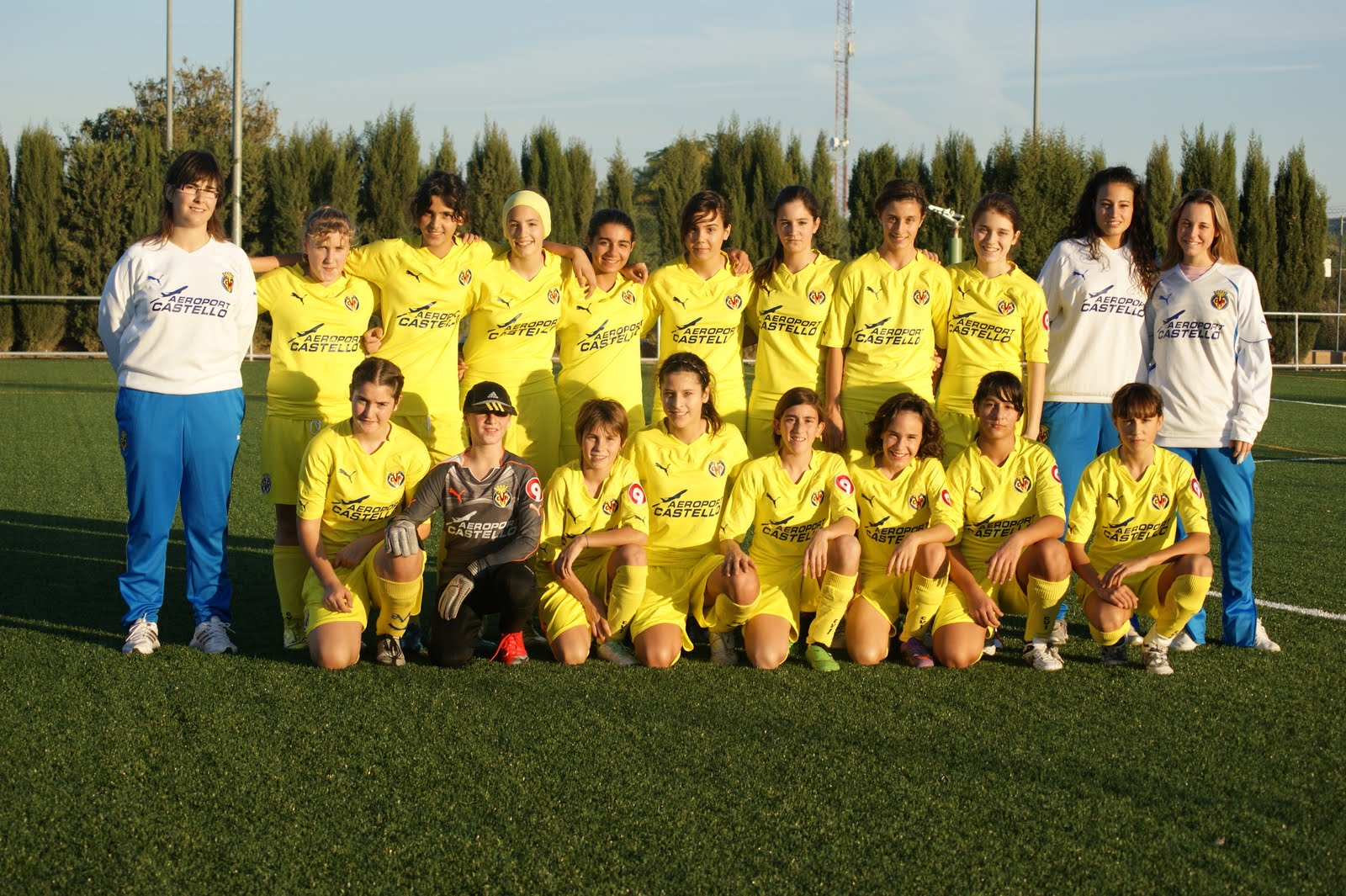
la squadra della stagione 2010-2011.

Nella stagione 2018-2019 ha ottenuto la promozione nella neonata Primera B sconfiggendo il Levante "B" per 1-3 al campo di granota. La squadra si è classificata terza nel Gruppo VII della Segunda División Femenina e alla fine si è guadagnata un posto nella nuova seconda fascia nazionale. Questa promozione ha permesso anche alle categorie "B" e "C" di essere promosse nella stessa stagione.
La stagione 2019-2020 è iniziata con l'ingaggio della calciatrice e atleta Salma Paralluelo e si è conclusa prima del previsto a causa della pandemia COVID-19, che ha imposto la fine anticipata del campionato. Il Villarreal si classificò quarto nel Grupo Sur, il che significava che sarebbe tornato nella stessa categoria la stagione successiva.
Con l'obiettivo della promozione in Primera División, nell'estate del 2020 il club ha ingaggiato il terzino di nazionalità rumena Olivia Oprea. Nella stagione 2020-2021, il Villarreal si è classificato primo nel Grupo Sur B della Segunda División. Il 25 aprile, dopo la vittoria per 4-0 sul CFF Cáceres sul campo 5 della Ciudad Deportiva del Villarreal Club de Fútbol, ha ottenuto per la prima volta la promozione in Primera División. Il 29 aprile la squadra ha festeggiato la promozione con le tradizionali visite al Diputación de Castellón, al Municipio di Villarreal e al sepolcro di san Pasquale Baylón, patrono della città, presso l'omonimo santuario.

## Palmarès
- Campionato spagnolo di seconda divisione: 1

2020-2021 (Gruppo Sur B)

## Organico

### Rosa 2021-2022
Rosa, ruoli e numeri di maglia tratti dal sito ufficiale e aggiornati al 26 luglio 2022.
| N. |                      | Ruolo | Calciatrice     |
| -- | -------------------- | ----- | --------------- |
| 1  | Spagna (bandiera)    | P     | Elena de Toro   |
| 2  | Romania (bandiera)   | D     | Olivia Oprea    |
| 3  | Spagna (bandiera)    | A     | Aixa Salvador   |
| 4  | Spagna (bandiera)    | D     | Irene Miguélez  |
| 5  | Venezuela (bandiera) | D     | Yenifer Giménez |
| 6  | Spagna (bandiera)    | C     | Cienfu          |
| 7  | Spagna (bandiera)    | A     | Laura Royo      |
| 8  | Spagna (bandiera)    | C     | Sara Medina     |
| 9  | Spagna (bandiera)    | A     | Sheila Guijarro |
| 10 | Spagna (bandiera)    | C     | Raquel Pinel    |
| 12 | Spagna (bandiera)    | C     | Zaira Flores    |
| 13 | Messico (bandiera)   | P     | Pamela Tajonar  |
| 14 | Spagna (bandiera)    | C     | Nerea Pérez     |
| 15 | Cile (bandiera)      | D     | Francisca Lara  |

| N. |                    | Ruolo | Calciatrice      |
| -- | ------------------ | ----- | ---------------- |
| 16 | Spagna (bandiera)  | C     | Bea Prades       |
| 17 | Andorra (bandiera) | C     | Teresa Morató    |
| 18 | Spagna (bandiera)  | D     | Paola Soldevila  |
| 19 | Spagna (bandiera)  | A     | Belén            |
| 20 | Spagna (bandiera)  | C     | Ainoa Campo      |
| 21 | Spagna (bandiera)  | A     | Estefa           |
| 22 | Spagna (bandiera)  | D     | Lara Mata        |
| 25 | Spagna (bandiera)  | P     | Carmen Carbonell |
| 26 | Spagna (bandiera)  | C     | Querol           |
| 27 | Spagna (bandiera)  | A     | Vera Rico        |
| 28 | Spagna (bandiera)  | C     | Sara Bermell     |
| 30 | Spagna (bandiera)  | D     | Albeta           |
| 35 | Spagna (bandiera)  | P     | Carla Gallego    |